# Türkisstaffelschwanz

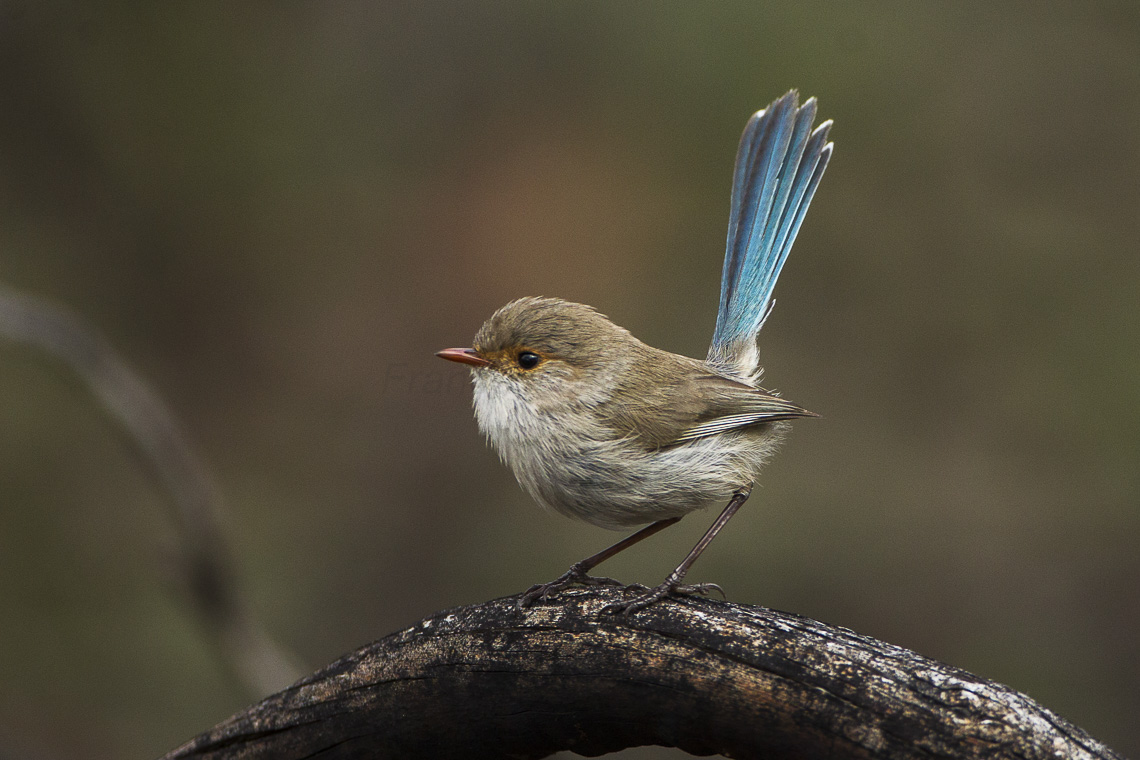
Weibchen

Verbreitung

Der Türkisstaffelschwanz (Malurus splendens) ist ein in Australien vorkommender Singvogel aus der Familie der Staffelschwänze (Maluridae). Das Artepitheton (Artzusatz) basiert auf dem lateinischen Wort splendens mit der Bedeutung ‚glänzend‘.

## Merkmale
Der Türkisstaffelschwanz erreicht eine Körperlänge von 11,5 bis 13,5 Zentimetern und ein Gewicht von 8,0 bis 11,0 Gramm. Zwischen den Geschlechtern besteht bezüglich der Gefiederfarbe ein deutlicher Sexualdimorphismus. Lediglich die Männchen präsentieren während der Balz- und Brutzeit ein farbenprächtiges Gefieder (Prachtkleid). Bei ihnen sind dann Scheitel und Kehle sowie das Bauch- und Rückengefieder und die langen Steuerfedern kobaltblau bis azurblau gefärbt. Die Flügel haben eine blaugrüne bis graublaue Farbe. Regional kann die Intensität der Blaufärbung stark schwanken. Der Nacken sowie ein Brustring und der Augenstreifen sind schwarz. Auffällig sind die türkisfarbenen Wangen. Außerhalb der Balz- und Brutzeit tragen die Männchen ein Schlichtkleid, das wesentlich unauffälliger gefärbt ist, sie ähneln dann den Weibchen, die ganzjährig eine bräunliche Grundfarbe zeigen, wobei der Brust- und Bauchbereich etwas heller ausgeprägt ist. Die Steuerfedern sind graublau. Die Iris ist schwarz, Beine und Füße sind grau.

## Verbreitung, Unterarten und Lebensraum
Der Türkisstaffelschwanz kommt ausschließlich auf dem australischen Kontinent vor. Neben der im Westen und im Zentrum Australiens vorkommenden Nominatform Malurus splendens splendens sind drei weitere Unterarten bekannt:
- Malurus splendens callainus Gould, 1867 – von der Mitte bis in den Süden Australiens
- Malurus splendens emmottorum Schodde & Mason, 1999 – in der Mitte von Queensland
- Malurus splendens melanotus Gould, 1841 – im Süden von Queensland, in New South Wales und im Nordwesten von Victoria.

Hauptlebensraum sind dürre, gebüschreiche Gebiete sowie trockene, lichte Eukalyptuswälder.

## Lebensweise

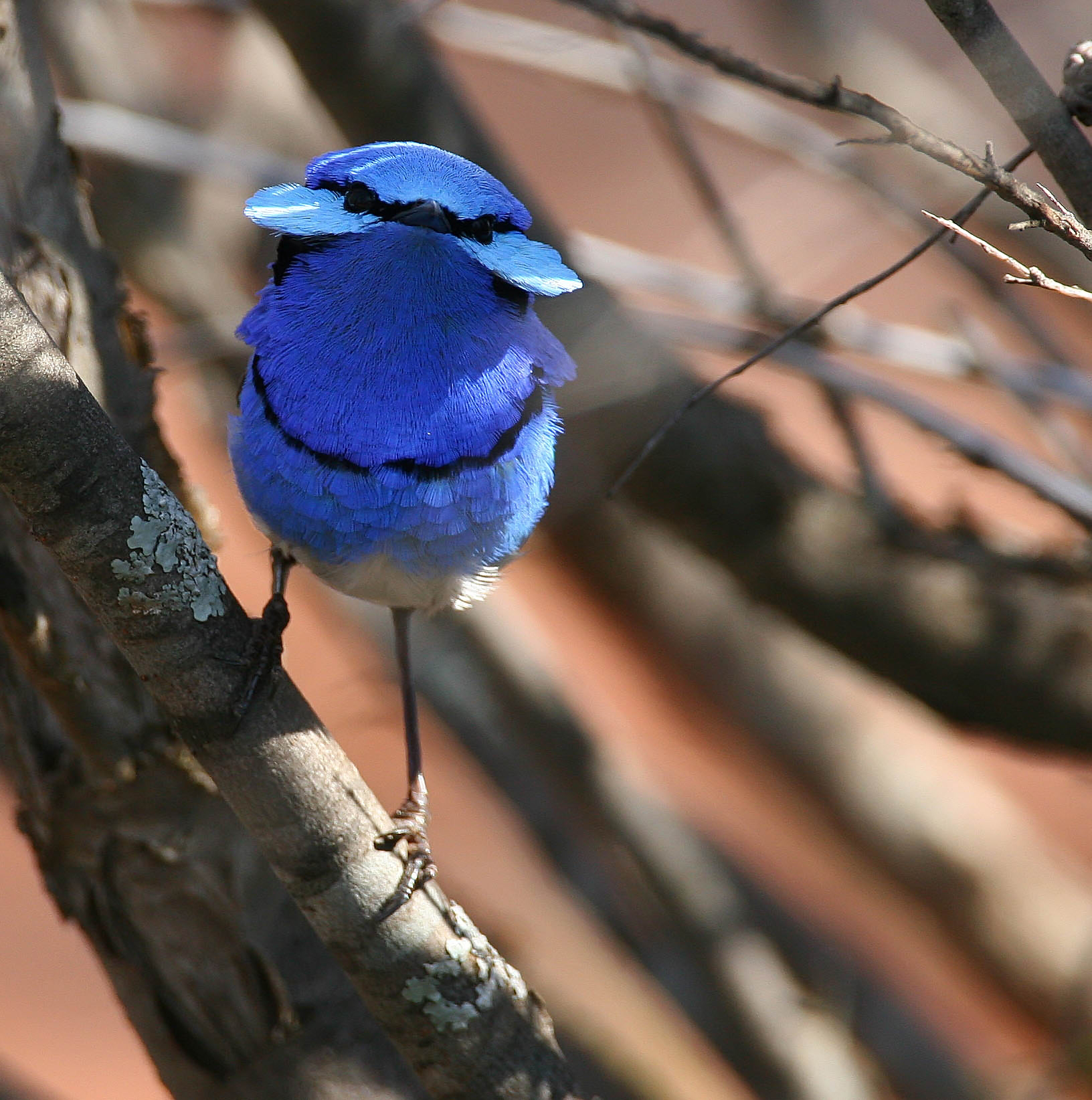
Balzendes Männchen

Die Vögel ernähren sich in erster Linie von Insekten, dazu zählen Ameisen (Formicidae), Käfer (Coleoptera), Heuschrecken (Orthoptera), Schnabelkerfe (Hemiptera), Webspinnen (Araneae) sowie Hundertfüßer (Chilopoda). Die Nahrung wird meist am Erdboden gesucht, wobei die Beutetiere paarweise oder in Gruppen von bis zu acht Vögeln aufgespürt werden. Schwärmende Termiten (Isoptera) werden zuweilen im Fluge erbeutet. Um die Attraktivität den Weibchen gegenüber zu steigern, klappen die Männchen während der Balz die türkisfarbenen Wangenfedern fächerförmig aus. Die Brutsaison fällt in die Monate August bis Januar. Türkisstaffelschwänze leben paarweise, Weibchen paaren sich zuweilen jedoch mit mehreren Männchen und fertigen das Nest alleine an. Es hat eine geschlossene ovale Form, besitzt im oberen Bereich ein seitliches Einflugloch, wird aus dürren Gräsern geflochten und mit Tierhaaren und Federn ausgekleidet. In der Regel wird es 30 bis 250 Zentimeter über dem Erdboden in einem dichten Gebüsch angelegt und mit zwei bis vier Eiern versehen, die in 14 bis 15 Tagen ausgebrütet werden. Die Nestlingszeit beträgt 10 bis 13 Tage. Die Jungen werden von den Eltern sowie den erwachsenen Vögeln der vorjährigen Brut mit Nahrung versorgt. Zu den Nesträubern zählen Rotfuchs, verwilderte Hauskatzen, Hausratten, Flötenvögel (Gymnorhina tibicen), Graurücken-Krähenwürger (Cracticus torquatus) sowie Lachender Hans (Dacelo novaeguineae). Als Brutparasit tritt zuweilen der Rotschwanzkuckuck (Chrysococcyx basalis) auf.

## Status
Der Türkisstaffelschwanz ist in seinen Vorkommensgebieten weit verbreitet, gilt als stabil und wird demzufolge von der IUCN als  „least concern = nicht gefährdet“ klassifiziert. Im Gegensatz zu anderen Staffelschwanz-Arten hält er sich jedoch nicht in Stadt-Parks oder Gärten auf.